# Psicologia evolucionista
A Psicologia Evolucionista é uma abordagem teórica nas Ciências sociais e Ciências naturais que examina a estrutura psicológica a partir de uma perspectiva evolutiva moderna. Ele procura identificar quais traços psicológicos humanos são adaptações evoluídas — ou seja, os produtos funcionais da Seleção natural ou Seleção sexual na Evolução humana. O pensamento adaptacionista sobre mecanismos fisiológicos, como coração, pulmões e sistema imunológico, é comum na Biologia evolutiva. Alguns psicólogos evolucionistas aplicam o mesmo pensamento à Psicologia, argumentando que a modularidade da mente é semelhante à do corpo e com diferentes adaptações modulares que atendem a diferentes funções. Os psicólogos evolucionistas argumentam que grande parte do comportamento humano é resultado de adaptações psicológicas que evoluíram para resolver problemas recorrentes em ambientes ancestrais humanos.
A psicologia evolucionária não é simplesmente uma subdisciplina da psicologia, mas sua teoria evolucionária pode fornecer uma estrutura fundamental e metateórica que integra todo o campo da psicologia da mesma forma que a biologia evolutiva faz para a biologia.
Os psicólogos evolucionistas sustentam que comportamentos ou características que ocorrem universalmente em todas as culturas podem ser prováveis adaptações evolutivas, incluindo a capacidade de inferir emoções de outras pessoas, discernir parentes de não-parentes, identificar e preferir parceiros mais saudáveis e cooperar com os outros. Houve estudos do comportamento social humano relacionados ao Infanticídio, Inteligência, padrões de Casamento, Promiscuidade, percepção de Beleza, valor da noiva e investimento parental. As teorias da psicologia evolutiva têm aplicações em muitos campos, incluindo Economia, Meio ambiente, Saúde, Direito, Administração, Psiquiatria, Política e Literatura.
As críticas à psicologia evolutiva envolvem questões de testabilidade, pressupostos cognitivos e evolutivos (como o funcionamento modular do cérebro e grande incerteza sobre o ambiente ancestral), importância de explicações não genéticas e não adaptativas, bem como questões políticas e éticas devidas a interpretações dos resultados da pesquisa.

## Escopo

### Princípios
A psicologia evolucionária é uma abordagem que vê a Natureza humana como o produto de um conjunto universal de adaptações psicológicas evoluídas para problemas recorrentes no ambiente ancestral. Os proponentes sugerem que ele procura integrar a psicologia às outras ciências naturais, enraizando-a na teoria organizadora da biologia (teoria da evolução) e, assim, entendendo a psicologia como um ramo da biologia. O antropologo John Tooby e a psicóloga Leda Cosmides observam:
"A psicologia evolucionária é a tentativa científica amplamente planejada de reunir, a partir das disciplinas humanas desarticuladas, fragmentárias e mutuamente contraditórias, uma única estrutura de pesquisa logicamente integrada para as ciências psicológicas, sociais e comportamentais — uma estrutura que não apenas incorpora as ciências evolutivas. uma base completa e igual, mas que sistematicamente elabore todas as revisões das crenças e práticas de pesquisa existentes que essa síntese requer."
Assim como a Fisiologia humana e a fisiologia evolucionária trabalharam para identificar adaptações físicas do corpo que representam a "natureza fisiológica humana", o objetivo da psicologia evolutiva é identificar adaptações emocionais e cognitivas desenvolvidas que representam uma "natureza psicológica humana". Segundo Steven Pinker, "não é uma teoria única, mas um grande conjunto de hipóteses" e um termo que "também chegou a se referir a uma maneira particular de aplicar a teoria da evolução à mente, com ênfase na adaptação, no nível dos genes. seleção e modularidade ". A psicologia evolucionária adota uma compreensão da mente baseada na teoria computacional da mente. Descreve processos mentais como operações computacionais, de modo que, por exemplo, uma resposta de medo seja descrita como resultante de uma computação neurológica que insere os dados perceptivos, por exemplo uma imagem visual de uma aranha e produz a reação apropriada, por exemplo medo de animais possivelmente perigosos. Sob essa visão, qualquer aprendizado geral do domínio é impossível por causa da explosão combinatória. Isso implica em aprendizado específico do domínio. A psicologia evolucionária especifica o domínio como os problemas de sobrevivência e reprodução.
Enquanto os filósofos geralmente consideram a mente humana como incluindo amplas faculdades, como a Razão e a Luxúria, os psicólogos evolucionistas descrevem os mecanismos psicológicos evoluídos como focados estreitamente para lidar com questões específicas, como identificar trapaceiros ou escolher parceiros. A disciplina vê o cérebro humano como compreendendo muitos mecanismos funcionais, chamados de adaptações psicológicas ou mecanismos cognitivos evoluídos ou módulos cognitivos, projetados pelo processo de seleção natural. Os exemplos incluem módulos de aquisição de linguagem, mecanismos de prevenção de incesto, mecanismos de detecção de trapaceiros, inteligência e preferências de acasalamento específicas de sexo, mecanismos de forrageamento, mecanismos de rastreamento de alianças, mecanismos de detecção de agentes e outros. Alguns mecanismos, denominados específicos de domínio, lidam com problemas adaptativos recorrentes ao longo da história evolutiva humana. Mecanismos gerais de domínio, por outro lado, são propostos para lidar com a novidade evolutiva.
A psicologia evolucionária tem raízes na Psicologia cognitiva e na biologia evolutiva, mas também se baseia na Ecologia comportamental, Inteligência artificial, Genética, Etologia, Antropologia, Arqueologia, Biologia e Zoologia. Está intimamente ligado à Sociobiologia, mas há diferenças importantes entre eles, incluindo a ênfase em mecanismos específicos de domínio em vez de em geral, a relevância de medidas da adequação atual, a importância da teoria da incompatibilidade e a psicologia em vez do comportamento. A maior parte do que agora é rotulado como pesquisa sociobiológica está agora confinada ao campo da ecologia comportamental.
As quatro questões de Nikolaas Tinbergen podem ajudar a esclarecer as distinções entre vários tipos de explicações diferentes, mas complementares. A psicologia evolucionista se concentra principalmente no "por quê?" enquanto a psicologia tradicional se concentra no "como?" questões.

### Premissas
A psicologia evolucionária é fundada em várias premissas fundamentais:
1. O cérebro é um dispositivo de processamento de informações e produz comportamento em resposta a estímulos externas e internas;[2][14]
2. Os mecanismos adaptativos do cérebro foram moldados pela seleção natural e sexual;[2][14]
3. Diferentes mecanismos neurais são especializados para resolver problemas no passado evolutivo da humanidade;[2][14]
4. O cérebro desenvolveu mecanismos neurais especializados que foram projetados para resolver problemas que se repetiram ao longo do tempo evolutivo,[14] dando aos humanos modernos mentes da idade da pedra;[2][15]
5. A maioria dos conteúdos e processos do cérebro são inconscientes; e a maioria dos problemas mentais que parecem fáceis de resolver são na verdade problemas extremamente difíceis que são resolvidos inconscientemente por mecanismos neurais complicados;[2]
6. A psicologia humana consiste em muitos mecanismos especializados, cada um sensível a diferentes classes de informações ou entradas. Esses mecanismos se combinam para produzir comportamento manifesto.[14]

## Psicólogos evolucionistas conhecidos
Além de Leda Cosmides e John Tooby, alguns dos autores mais conhecidos neste campo da ciência são:
- Steven Pinker
- Paul Bloom
- David Buss
- Martin Daly
- Robin Dunbar
- Steven W. Gangestad
- David C. Geary
- Sarah Blaffer Hrdy
- Kevin B. MacDonald
- Jordan Peterson
- Robert Kurzban
- Geoffrey Miller
- Matt Ridley
- Donald Symons
- Robert Trivers
- Margo Wilson
- Randolph Nesse
- Robert Wright